# Rute Costa
Rute Costa (Barcelos, 1 de junho de 1994) é uma futebolista portuguesa que atua como guarda-redes.
Atualmente, joga pelo SL Benfica. Fez a sua primeira internacionalização em 2012, fazendo parte da Seleção Portuguesa de Futebol Feminino.